# Biancamaria Scarcia Amoretti
Biancamaria Scarcia Amoretti (Aosta, 26 novembre 1938 – Roma, 19 settembre 2020) è stata un'islamista e saggista italiana.

## Biografia
Fu docente emerito di Islamistica alla Sapienza (all'epoca Università "La Sapienza") di Roma, dopo aver insegnato a lungo alla Sapienza  e, in precedenza, all'Istituto Universitario Orientale di Napoli. Considerata uno dei massimi studiosi della religione islamica in Italia, era specializzata nell'ambito delle eresie, e particolarmente dell'Islam politico. Fu membro del Comitato Scientifico della rivista Geopolitica.

## Opere
- Tolleranza e guerra santa nell'Islam, Sansoni, Firenze 1974
- Il mondo dell'Islam, Editori Riuniti, Roma 1981
- Sciiti nel mondo, Jouvence, Roma 1994
- Il mondo musulmano. Quindici secoli di storia, Carocci, Roma 2001
- Un altro medioevo. Il quotidiano nell'Islam, Laterza, Roma 2001
- Il Corano. Una lettura, Carocci, Roma 2009
- Religione e Politica, Nuova Cultura, Roma 2011